# Thaliacea

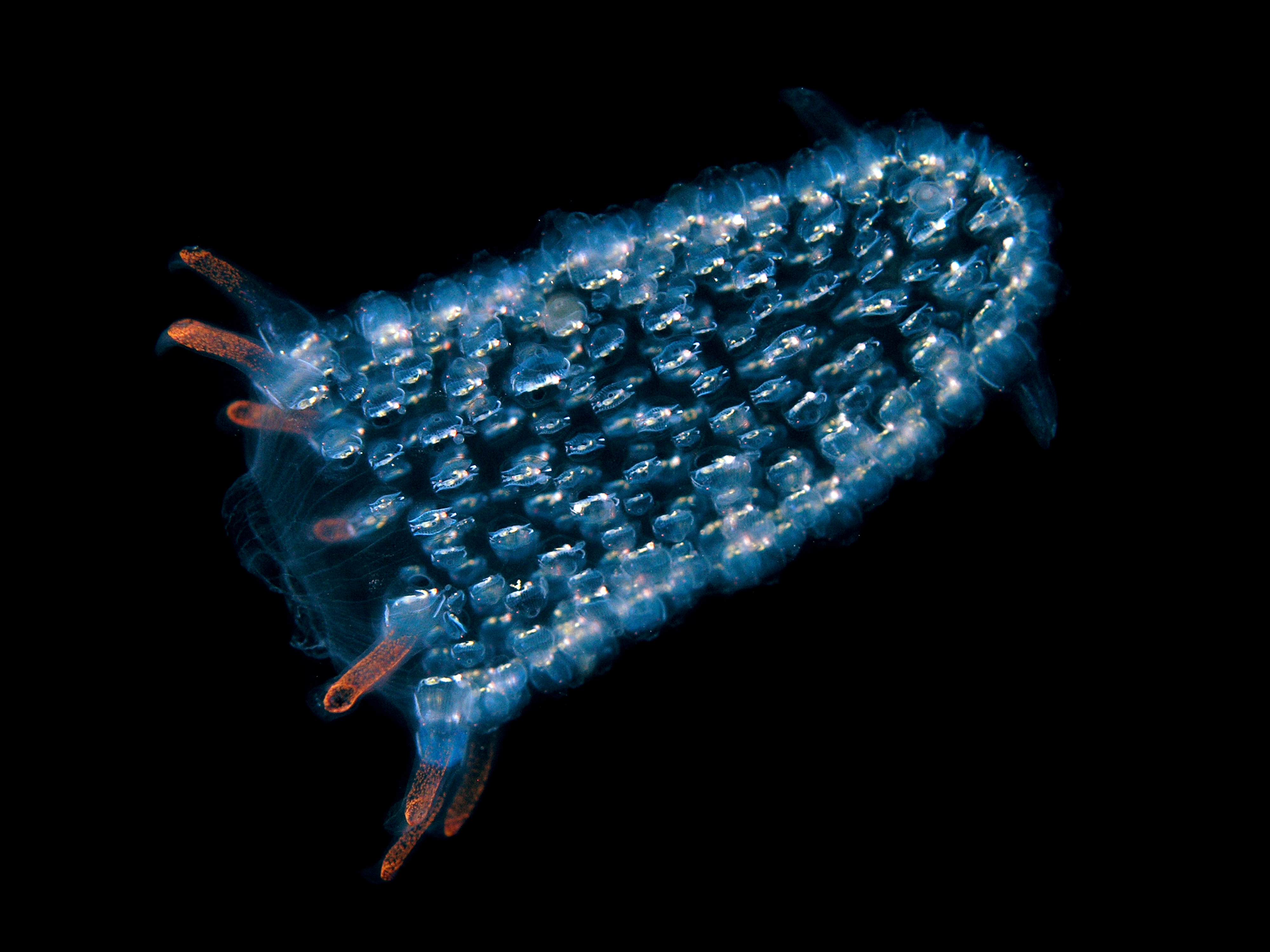
Colónia de Pyrosoma.

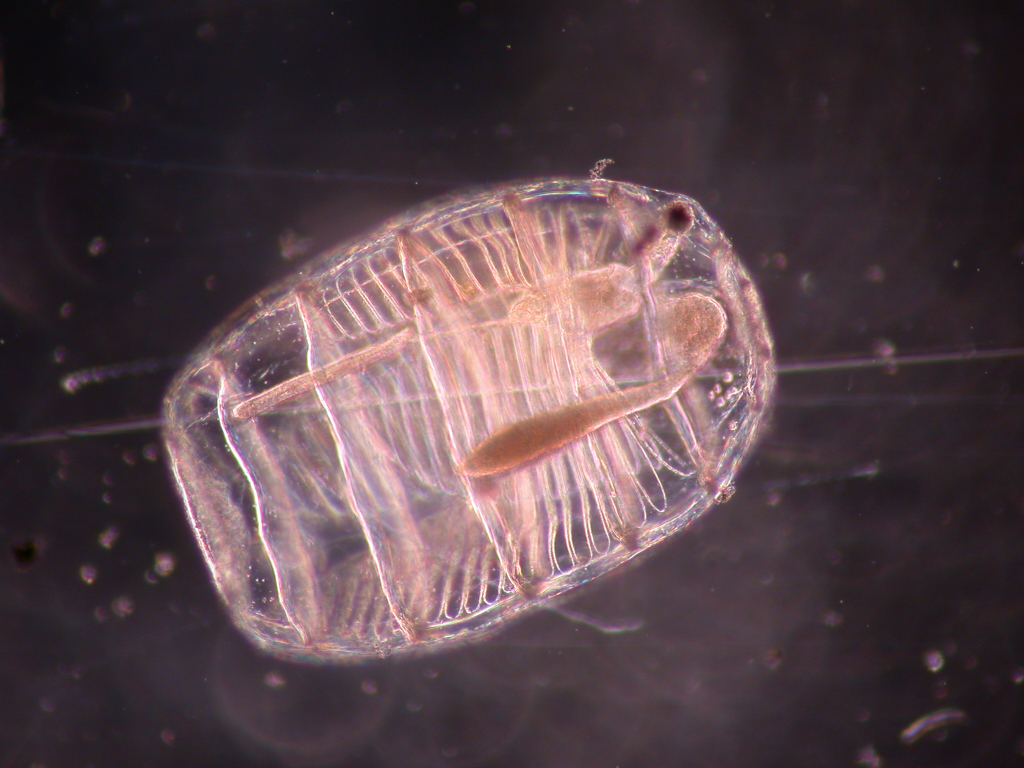
Doliólido.

Thalicea é uma classe de pequenos animais marinhos planctónicos filtradores pertencentes ao subfilo Tunicata que se alimentam essencialmente de plâncton. Estão descritas cerca de 1 250 espécies.
Com até 8 cm de comprimento, mas maioritariamente milimétricos, os espécimes pertencentes a este agrupamento taxonómico, geralmente designados por zoóides, agrupam-se geralmente em grandes colónias gelatinosas que se movem na coluna de água, embora em algumas fases do seu complexo ciclo de vida ocorram em formas solitárias. São organismos pelágicos com distribuição natural nas regiões de águas quentes e temperadas de todos os oceanos e mares.

## Descrição
Conhecidos como taliáceos ou salpas, são animais marinhos pelágicos, de pequeno porte, normalmente com forma de "barril", com corpo gelatinoso e transparente, sobretudo as salpas e os doliólidos. O corpo é oco, recoberto por uma túnica complexa, com as vísceras a formar uma massa na superfície ventral. A musculatura é em bandas anelares distribuída por todo o corpo e não apenas nos sifões.
Apresentam uma faringe perfurada muito desenvolvida. O eixo oro-aboral é rectilíneo e a cavidade faríngea e cloacal ocupa quase toda a parte axial do corpo, o que permite que o fluxo de água gerado seja utilizado para a alimentação, para o intercâmbio gasoso e para proporcionar ao animal (ou à colónia) propulsão. Assim, a água impulsionada pelas contracção dos músculos anelares é usada na locomoção, respiração e alimentação.
Apesar da maioria dos Urochordata serem sésseis, os Thaliacea são filtradores de vida livre, pertencendo à comunidade planctónica, concretamente ao holoplâncton. Assim, ao contrário das ascídias, os membros deste grupo possuem vida livre durante todo o seu ciclo de vida.
Apresentam formas solitárias ou em cadeias coloniais de vários metros, possuindo sifão inalante e exalante em posições opostas. Muitas espécies possuem órgãos luminoso, sendo comum a bioluminescência no grupo, com destaque para o género Pyrosoma.
O ciclo de vida das espécies da classe Thaliacea é complexo, normalmente com vários estados entre a larva e o adulto, tendo organização colonial pelo menos num desses estados intermédios. Apresentam alternância de gerações: indivíduos que se reproduzem sexualmente originam indivíduos assexuados, que produzem por sua vez indivíduos sexuados. Os indivíduos da geração que se reproduz sexualmente são hermafroditas. Na segunda geração ocorre o desmembramento da colónia, produzindo indivíduos independentes capazes de assegurar a dispersão e originar novas colónias.
O primeiro cientista que em 1819 escreveu um tratado científico sobre este grupo foi Adelbert von Chamisso. Antes desse estudo assumia-se que as diferentes gerações pertenciam a espécies distintas, dada a grande diferença morfológica entre elas.
Os membro da classe Thaliacea vivem principalmente nas regiões de águas quentes, junto à superfície da água. Durante o verão, ocorrem ocasionalmente em mares temperados.
As espécies pertencentes a este grupo apresentam migrações verticais na coluna de água: repousam durante o dia a cerca de 800 metros de profundidade e nadam à noite em direcção à superfície. Nas camadas superficiais ingerem grandes quantidades de microalgas, mas podem consumir outros organismo planctónicos, incluindo pequenos peixes.
Parte importante do carbono presente nos nutrientes ingeridos por estes organimos não é excretado como dióxido de carbono para a atmosfera, mas é armazenado na biomassa e nas fezes, as quais se afundam a uma taxa de cerca de 1000 metros por dia para o fundo do oceano. O mesmo acontece com as colónias quando morrem. De acordo com estimativas separadas, deste muitos milhares de toneladas de carbono da atmosfera são retidas nos fundos marinhos. Assim, o grupo Thaliacea é considerado importante
captador de dióxido de carbono, com significado ecológico para o funcionamento do ciclo do carbono na Terra. 
No género Pyrosoma as espécies formam colónias tubulares, com indivíduos da colónia ligados por uma parede matricial gelatinosa.

## Ordens
A classe é relativamente pequena, dividida em três ordens. Seguindo World Register of Marine Species (WoRMS) a classe Thaliacea tem a seguinte estrutura:
- Ordem Pyrosomida Jones 1848
  - Família Pyrosomatidae Garstang 1929
    - Subfamília Pyrostremmatinae van Soest 1979
      - Género Pyrostremma Garstang 1929 [Propyrosoma Ivanova-Kazas 1962]

    - Subfamília Pyrosomatinae
      - Género Pyrosoma Péron 1804 [Dipleurosoma Brooks 1906]
      - Género Pyrosomella van Soest 1979
- Ordem Salpida [Hemimyaria; Desmomyaria Uljanin 1884]
  - Família Salpidae Franstedt 1885
    - Subfamília Cyclosalpinae Yount 1954
      - Género Cyclosalpa Blainville 1827 [Orthocoela Macdonald 1864; Pyrosomopsis Macdonald 1864]
      - Género Helicosalpa Todaro 1902

    - Subfamília Salpinae Lahille 1888
      - Género Brooksia Metcalf 1918
      - Género Iasis Savigny 1816 [Weelia Yount 1954; Salpa (Iasis) Savigny 1816]
      - Género Ihlea Metcalf 1919 non Metcalf 1918 [Apsteinia Metcalf 1918 non Schmeil 1894]
      - Género Metcalfina Ihle & Ihle-Landenberg 1933
      - Género Pegea Savigny 1816
      - Género Ritteriella Metcalf 1919 [Ritteria Metcalf 1918 non Kramer 1877]
      - Género Salpa Forskål 1775 [Biphora Bruguière 1789; Bifora Agassiz 1846; Dagysa Banks & Solander 1773]
      - Género Soestia [Holothurium sensu Pallas 1774]
      - Género Thetys Tilesius 1802 [Salpa (Thetys) Tilesius 1802]
      - Género Thalia Blumenbach 1798 [Dubreuillia Lesson 1832; Edusa Gistl 1848]
      - Género Traustedtia Metcalf 1918 [Salpa (Traustedtia) Metcalf 1918]
- Ordem Doliolida [Cyclomyaria Uljanin 1884]
  - Subordem Doliolidina
    - Família Doliolidae Bronn 1862
      - Género Dolioletta Borgert 1894
      - Género Doliolina Garstang 1933
      - Género Dolioloides Garstang 1933
      - Género Doliolum Quoy & Gaimard 1834

    - Família Doliopsoididae Godeaux 1996
      - Género Doliopsoides Krüger 1939

  - Subordem Doliopsidina 
    - Família Doliolunidae Robison, Raskoff & Sherlock 2005
      - Género Pseudusa Robison, Raskoff & Sherlock 2005

    - Família Doliopsidae Godeaux 1996
      - Género Doliolula Robison, Raskoff & Sherlock 2005
      - Género Doliopsis Vogt 1854

    - Família Paradoliopsidae Godeaux 1996
      - Género Paradoliopsis Godeaux 1996

A ordem Doliolida é a que apresente maior biodiversidade, incluindo duas subordens e quatro famílias. O ciclo de vida das espécies que a integram caracteriza-se pela existência de alternância entre gerações sexuadas e assexuadas. A geração assexual produz três tipos de gemas: (1) umas inserem-se nas regiões laterais da haste reprodutora; (2) outras são gastrozoóides, encarregados da alimentação da colónia, e colocam-se na região central da haste; e (3) outras são gonozoóides que uma vez atingida a maturidade se separam da colónia e se reproduzem sexualmente, originando novas colónias.
A ordem Pyrosomatida é monotípica, contendo apenas a família Pyrosomatidae, caracterizada pela presença de zoóides sexuais em maior proporção que assexuais. A fecundação é interna.
A ordem Salpidaé também monotípica, com apenas a família Salpidae. Neste grupo, o zoóide assexual forma colónias, produzindo indivíduos assexuais solitários mediante estrobilação. O desenvolvimento é directo.

## Galeria

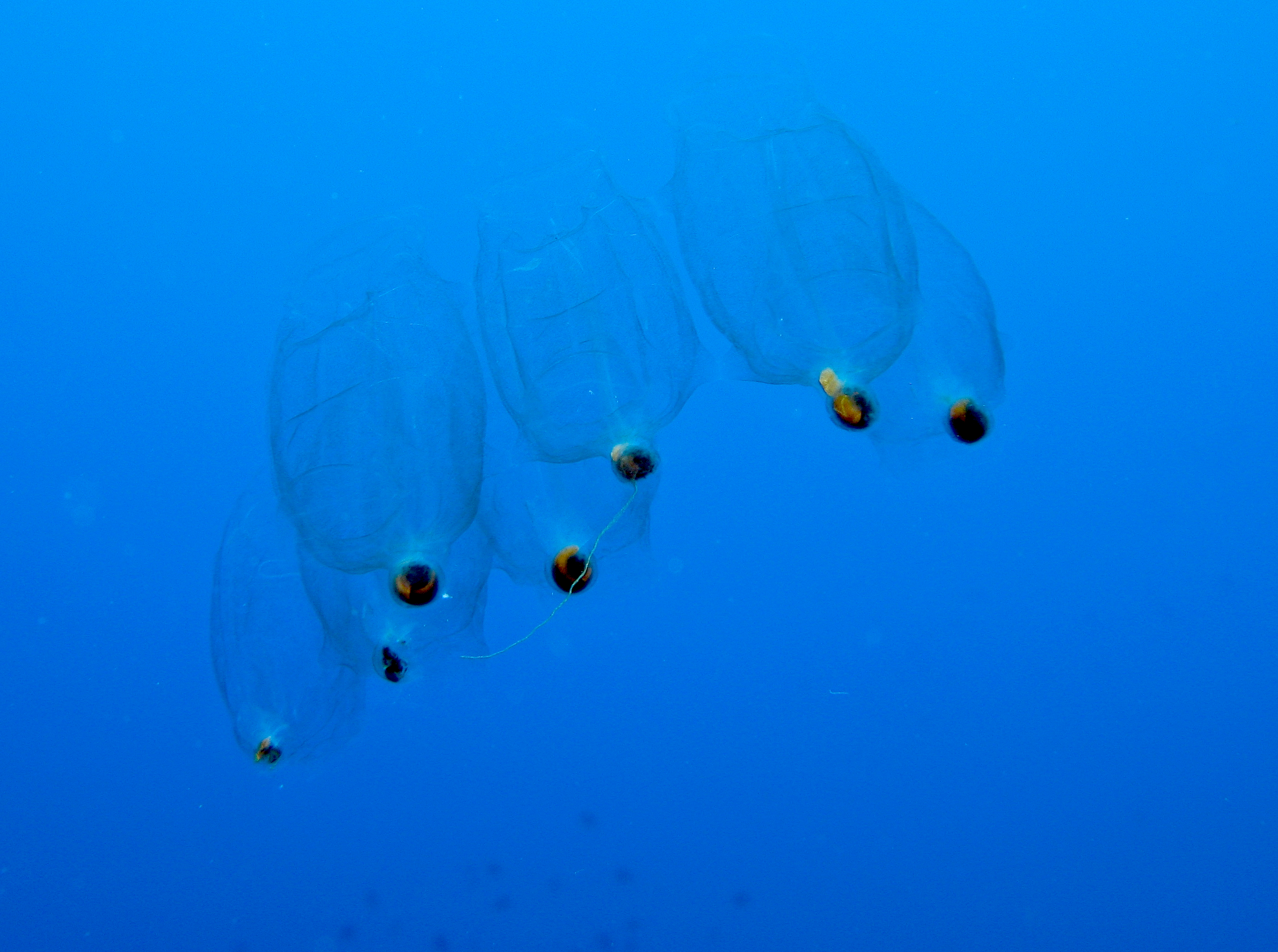
Um Doliolida.
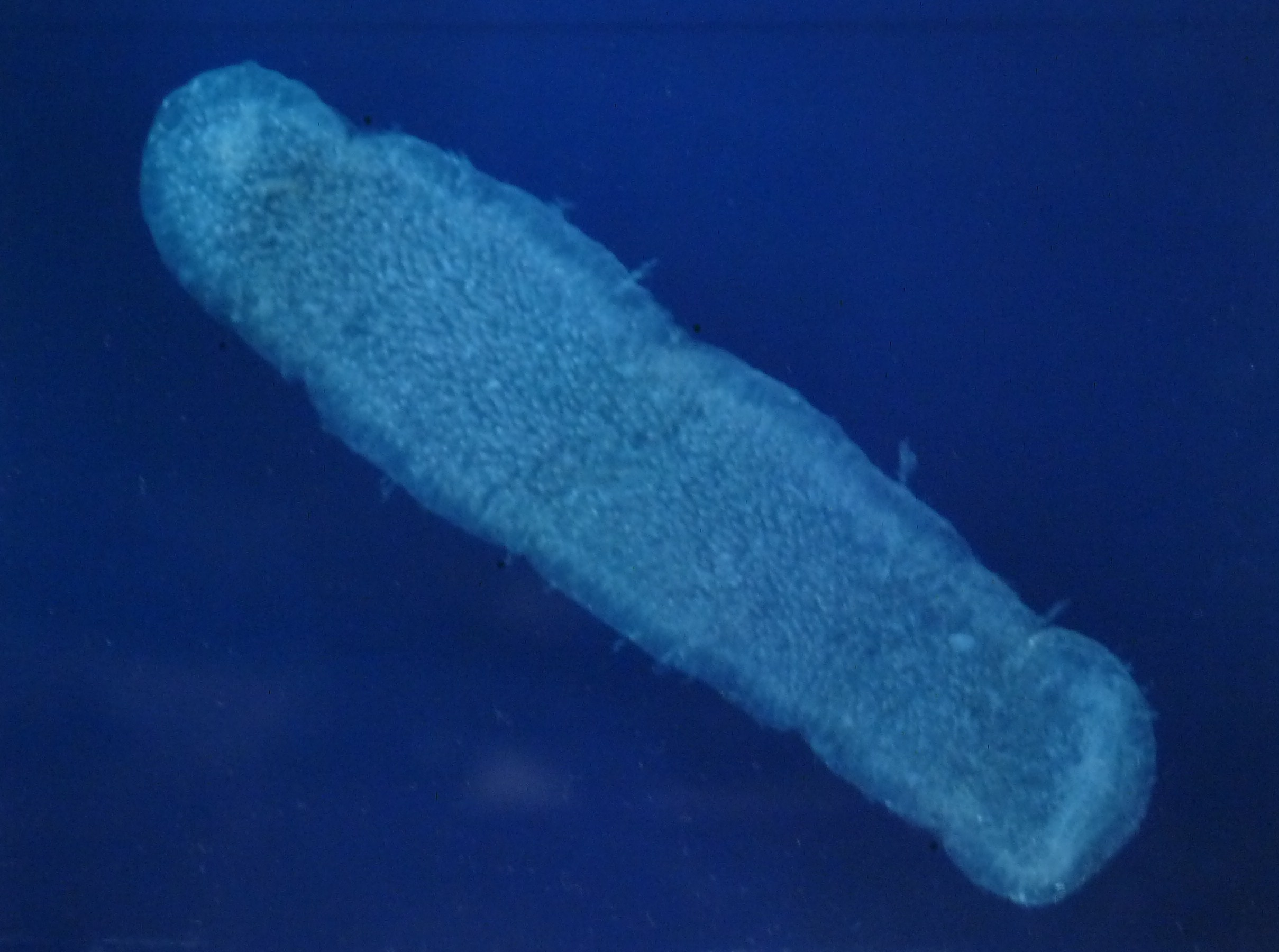
Pyrosoma atlanticum, um Pyrosomatida.